# Mazes and Monsters
Mazes and Monsters is een Amerikaanse televisiefilm uit 1982.

## Verhaal
Robbie Wheeling en zijn 4 vrienden zijn verslaafd aan het fictieve Role Playing Game "Mazes and Monsters", maar wanneer Robbie echte visioenen krijgt wordt de lijn tussen realiteit en fantasie een echt avontuur.

## Rolverdeling
| Acteur          | Personage        |
| --------------- | ---------------- |
| Tom Hanks       | Robbie Wheeling  |
| Wendy Crewson   | Kate Finch       |
| David Wallace   | Daniel           |
| Chris Makepeace | Jay Jay Brockway |
| Lloyd Bochner   | Hal              |
| Peter Donat     | Harold           |
| Anne Francis    | Ellie            |